# تالانژ
تالانژ (به فرانسوی: Talange) یک کمون در فرانسه است که در Canton of Maizières-lès-Metz واقع شده‌است.

## خصوصیات
تالانژ ۳٫۷۰ کیلومترمربع مساحت و ۷٬۷۸۲ نفر جمعیت دارد و ۱۶۰ متر بالاتر از سطح دریا واقع شده‌است.